# Stephen Neal
Stephen "Steve" Matthew Neal, (* 9. října 1976 v San Diegu, Spojené státy americké) je bývalý americký zápasník – volnostylař a v letech 2002 až 2010 profesionální hráč amerického fotbalu.

## Sportovní kariéra
V zápasení ve volném stylu se začal angažovat jako student střední školy v rodném San Diegu. Vedle zápasení se věnoval i dalším sportovním aktivitám včetně amerického fotbalu. V americké volnostylařské reprezentaci se začal objevovat jako student Kalifornské státní univerzity v Bakersfieldu. Připravoval se pod vedením Darylla Popeho.
V roce 1999 získal titul mistra světa v supertěžké váze a zároveň vybojoval kvalifikaci pro olympijské hry v Sydney v roce 2000. Nominaci však musel potvrdit na americké olympijské kvalifikaci. Ve finále americké olympijské kvalifikace prohrál s Kerry McCoyem a na olympijských hrách tak nikdy nestartoval. V roce 2001 se rozhodl amatérského zápasení zanechat potom co podepsal smlouvu s profesionálním týmem amerického fotbalu New England Patriots.

## Profesionální kariéra
V prvním týmu New England Patriots se poprvé objevil v roce 2002. Od roku 2004 hrál pravidelně až do roku 2010 na pozici pravého guarda. Během své profesionální kariéry získal třikrát prsten vítěze superbowlu s New England Patriots. Odehrál celkem 86 zápasů. Po skončení smlouvy s New England Patriots v roce 2011 ukončil profesionální kariéru v americkém fotbalu.
V roce 2011 avizoval plán startu v zápasech MMA.